# Fiesta Nacional de la Flor
La Fiesta Nacional de la Flor se celebra en la ciudad argentina de Belén de Escobar, provincia de Buenos Aires, desde la última semana de septiembre hasta mediados de octubre.
En 1964 se realizó la primera celebración en instalaciones del Club Sportivo Escobar organizada por el Rotary Club local. Cuatro años más tarde, el 6 de junio de 1968, por decreto nacional n.º 7424 se le dio el carácter de Fiesta Nacional. En 1970 se iniciaron las obras para construir la «Ciudad Floral», con una extensión de 170 000 m² de parques y jardines, pabellones de entre 1500 y 2100 m², un lago artificial de 7500 m² y las instalaciones del Instituto de Florihorticultura y Jardinería, inaugurado en abril de 1978, donde se brinda capacitación en cultivos hortícolas, floricultura y plantas ornamentales. 

## Actividades
Se realiza un desfile de carrozas adornadas con variedad de flores; hay exposiciones de flores, plantas y jardines; se elige la «Embajadores Nacionales de la Flor», actuales: Sol Sanabria, Yesica Benito, Juan Roldán y Joaquin Botta. Además se elige la «Reina Nacional Infantil del Capullo». En los pabellones se pueden ver especies florales de diferentes regiones del país, y conocer nuevas técnicas de floricultura.